# Кърни (окръг, Канзас)
Окръг Кърни (на английски: Kearny County) е окръг в щата Канзас, Съединени американски щати. Площта му е 2258 km², а населението - 4469 души. Административен център е град Лейкин.